# Guancia di Tulipano
Guancia di Tulipano è una favola dello scrittore italiano Aldo Busi, adattata dalle didascalie dell'opera di Gaspare Spontini (e ispirata alle Ballate irlandesi di Thomas Moore) Lalla Rükh e recitata dallo stesso Busi il 23 agosto 2003 a Jesi con la regia e i video di Cristian Taraborrelli. Il testo busiano è stato poi pubblicato da Mondadori nello stesso anno.

## Origine
Lalla Rükh è un'opera teatrale di Spontini, andata in scena per la prima volta nel Palazzo imperiale di Berlino. Il testo originale dell'opera, precedente alla nozione storica di balletto, era corredato da alcune didascalie, che avevano lo scopo di indicazioni sceniche per i ballerini e le comparse, per lo più nobili. Da queste didascalie, lo scrittore ha tratto il testo di Guancia di Tulipano.